# Thrust2
Thrust2 — британський автомобіль з турбореактивним двигуном, створений для встановлення рекорду швидкості на суходолі. 4 жовтня 1983 автомобіль досягнув максимальної швидкості 1047,49 км/год і встановив рекорд з результатом 1019,468 км/год на довжині траси в 1 милю (середня швидкість двох заїздів протягом години). Заміри проводились у пустелі Блек-Рок (Невада, США). Цей рекорд швидкості протримався до 25 вересня 1997 року.
Thrust2 був оснащений двигуном Rolls-Royce Avon від винищувача-перехоплювача English Electric Lightning, що виготовлявся британською компанією Electric Lightning упродовж 1960—1980 років, і мав конфігурацію, яка дещо нагадувала конфігурацію турбореактивних двигунів J79 середини 1960-х років на автомобілях відомих під загальною назвою «Green Monster» («Зелений монстр») на яких гонщик Арт Арфонс встановлював рекорди швидкості на суходолі.

## Історична довідка

### Основні передумови
Рекорд швидкості суходолом (англ. Land Speed Record, LSR), актуальний на той час протягом останніх 12 років, 11 місяців і 11 днів, становив 622,407 миль/год (1001,667 км/год) на одній милі (зі стартом з ходу). Рекорд було встановлено 23 жовтня 1970 року американцем Ґарі Габелічем на автомобілі Blue Flame з реактивним двигуном на  Бонневілльському озері. Шотландський підприємець Річард Нобл виступив з ініціативою «повернути цей рекорд для Британії».
Автомобіль для побиття рекорду швидкості було спроектовано Джоном Акройдом (англ. John Ackroyd) під загальним керівництвом Річарда Нобла.

## Попередні стадії проекту і Thrust1
План Нобла полягав у створенні трьох транспортних засобів: перший з них (Thrust1) був призначений як чиста «випробувальна платформа» для проробки деталей і випробувань турбін, і не був призначений для спроби встановлення рекорду.
Потім мав бути створений так званий «демонстраційний автомобіль» (Thrust2), яким планувалось зацікавити потенційних спонсорів. Особливою його родзинкою було те, що цей автомобіль був розроблений як двомісний з додатковою кабіною з лівого боку. Нобл хотів вразити пасажирів/спонсорів поїздками на швидкостях до 200 миль за годину (приблизно 320 км/год) щоб залучити їх до свого проекту. І останнє, що було заплановано, це справжній автомобіль-рекордсмен (Thrust3).
Thrust1 виконав свій перший високошвидкісний заїзд 7 березня 1977 року. За кермом був Нобл. Перший заїзд було виконано зі старту стоячи на холостій тязі та поступового прискорення, і максимальна швидкість становила близько 180 миль/год (приблизно 290 км/год). Другий заїзд був так званим драг-стартом, під час якого тяга створюється при увімкнених гальмах, які потім відпускаються. Приблизно на швидкості 240  км/год підшипник заднього колеса заклинило, автомобіль розвернуло набік і він декілька разів перекинувся. Оскільки цей «потрійний перекид» здебільшого відбувався в повітрі, і автомобіль приземлився на бік, пошкодження самого автомобіля були відносно незначними, і Нобл також не постраждав. Двигун Rolls-Royce Derwent із виступаючими камерами згоряння зазнав значних пошкоджень. Було відірвано реактивну трубу і зруйновано щонайменше одну камеру згоряння.
Thrust1 більше ніколи не використовувався, а уламки було продано торговцю брухтом за 175 фунтів. Незважаючи на цю невдачу, Нобл не розчарувався і вважав, що це завершення першого кроку у його початковому плані. Після нового розрахунку фінансової ситуації Нобл прийшов до рішення оптимізувати проект. Стадії Thrust2 (як маркетинговий інструмент) і Thrust3 (як рекордовий транспортний засіб) було об'єднано, а подальшу роботу над розробкою було доручено знову Джону Акройду.
Джону Акройду і Річарду Ноблу від ідеї до першої концепції та успішної спроби у цілому знадобилось дев'ять років. У 1977 році проект Thrust2 був офіційно представлений на автомобільному мотор-шоу «Motorfair 1977» в лондонському виставковому центрі «Earls Court».

## Результати, досягнуті за допомогою Thrust2
Репортери і фотографи KTVN TV (Ріно, Невада) Майкл Гаґерті та Гері Мартін почали висвітлювати спробу встановлення рекорду ще за кілька днів до заїзду. Машину, коли команда не працювала над нею, строго зберігали під брезентом у єдиному автомобільному гаражі в пустелі Блек-Рок. Попередньо пропановим пальником було пропалено пряму лінію прямо по твердому потрісканому ґрунту пустелі, щоб пілот міг вести автомобіль за нею. Ніяким іншим автомобілям не дозволялося наближатися до гоночної траси, крім як по перпендикуляру, щоб пілот при заїзді випадково не звернув з траси зробленими слідами на відрізку виміряної милі.
У спробі побиття рекорду 4 жовтня 1983 року було досягнуто таких результатів згідно з протоколом:
| Рік  | Дата     | Місце    | Пілот       | Автомобіль | миль/год | км/год   | Примітки                                                                                                 |
| ---- | -------- | -------- | ----------- | ---------- | -------- | -------- | --- |
| 1983 | 4 жовтня | Блек-Рок | Річард Нобл | Thrust2    | 633,468  | 1019,468 | Визнаний рекорд, усереднений за двома заїздами на виміряну милю                                          |
| 1983 | 4 жовтня | Блек-Рок | Річард Нобл | Thrust2    | 624.241  | 1004.619 | Результат першого заїзду                                                                                 |
| 1983 | 4 жовтня | Блек-Рок | Річард Нобл | Thrust2    | 642.971  | 1034.762 | Результат другого заїзду                                                                                 |
| 1983 | 4 жовтня | Блек-Рок | Річард Нобл | Thrust2    | 650,88   | 1047,490 | Найбільша швидкість, яку коли-небудь досягав транспортний засіб (без зворотного пробігу упродовж години) |

## Технічні дані та інформація про автомобіль

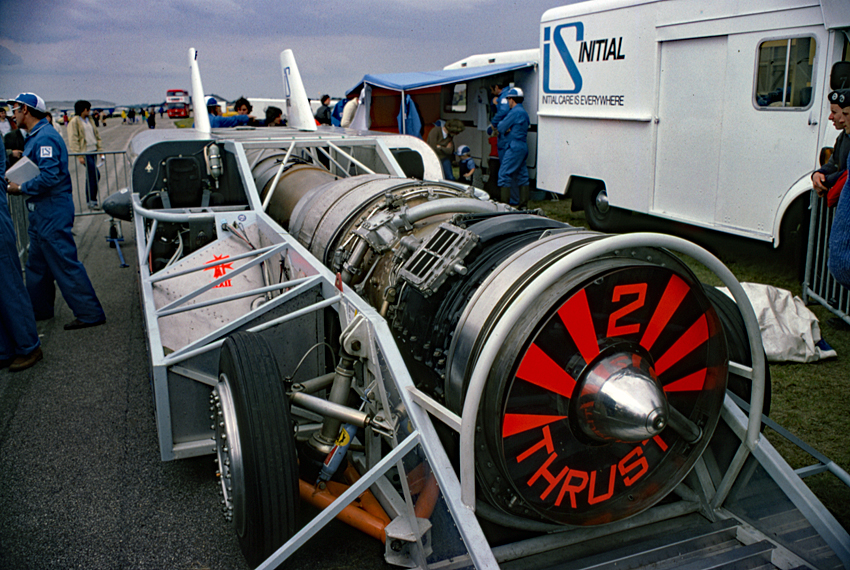
Шасі Thrust2 без обшивки на Борнмутському авіасалоні у 1980 році

- Thrust2 оснащено реактивною турбіною Rolls-Royce RB.146 (Avon302C), яка забезпечує тягу 72 кН. При 1100 км/год це відповідає потужності 22000 кВт.
- Довжина Thrust2 — 8331 мм, ширина — 2540 мм і висота — 2134 мм, включаючи хвостові кілі. Сам транспортний засіб має висоту 1,30 м.
- Колісна база становить 6350 мм, колія передньої осі — 2007 мм, а колія задньої осі — 2464 мм. Діаметр повороту Thrust2 становить 45,7 м.
- Автомобіль має дорожній просвіт 127 мм.
- Два баки автомобіля можуть вмістити максимум 563,7 л гасу «Jet A 1».
- Загальна маса автомобіля становить 3900 кг.
- Thrust2 розроблений як двомісний із другою кабіною з лівого боку транспортного засобу, щоб запропонувати платним пасажирам або спонсорам можливість «покататися» зі швидкістю до 200 миль/год.

## Дані та інформація про спробу встановлення рекорду швидкості
- Thrust2 знадобилося приблизно 59 секунд, щоб розігнатися з місця до 650 миль/год (1,046,07 km/h): приблизно за 9 секунд до 200 миль/год (321,87 км/год) приблизно через 20 секунд 400 миль/год (643,74 км/год) і 40 секунд, щоб досягти 600 миль/год (965,61 км/год)
- Гумові шини, видимі на деяких світлинах і відеозаписах, були надіті лише для захисту високочутливих алюмінієвих дискових коліс від пошкодження під час буксирування.
- Приблизно на рівні 300 миль/год (480 км/год) хвостові кілі почали стабілізувати транспортний засіб, яким до цього було важко керувати, щоб він міг плавно рухатися по прямій лінії.
- На швидкості близько 600 миль/год (970 км/год) перед транспортним засобом почала накопичуватися ударна хвиля, яка виглядала як «туман» навколо автомобіля, і пізніше Нобл описав її як «щось, що дійсно варто побачити».
- Загальна витрата пального для кожного рекордного пробігу становила приблизно 270 літрів за хвилину.
- Після перетину фінішної лінії Thrust2 ще мав сповільнитись до швидкості 375 миль/год (603,50 км/год) перед застосуванням трьох гальмівних парашутів, діаметром 2,30 м кожен.

## Після побиття рекорду
У 1997 році рекорд Thrust2 було побито наступним автомобілем Річарда Нобла, Thrust SSC (максимальна швидкість 1228 км/год).
Коли автомобіль у 1991 році виставили на продаж за 90000 фунтів стерлінгів, було організовано велику кампанію зі збору коштів для того, щоб залишити автомобіль у Великій Британії. Акція була успішною і Thrust2 та його наступник Thrust SSC стали експонатами Музей транспорту у Ковентрі.